# Szukralfát
A szukralfát a szacharóz-oktaszulfát alumíniumsójának és alumínium-hidroxidnak a polimer komplexe. Alkalmazása elősegíti a fekélyek hámosodását és megakadályozza kialakulásukat. Nem fejt ki szisztémás hatást. Védőbevonatot képez a fekélyfészekben található necrotikus szövetek fehérjéivel. A védőbevonat megóvja a károsodott szöveteket a gyomorsav, a pepsin, és az epesavak ártalmas hatásaitól.

## Hatása
Hatásmechanizmusa részleteiben nem ismert, de a terápiás hatásait inkább lokális, mintsem szisztémás mechanizmusok révén fejti ki. Szájon át történő alkalmazása után a szukralfát gyorsan reakcióba lép a gyomor sósav-tartalmával és pasztaszerű, viszkózus anyaggá alakul, mely nagymértékű pufferkapacitással rendelkezik. A szukralfát ebben a formában halad tovább a duodenum alkalikusabb környezetében. A gyomortartalom savasságát mindazonáltal kevéssé semlegesíti, mivel a semlegesítési rátája in vitro igen lassú. A sósavval történő reakció révén kialakuló viszkózus polimer a HCl-dal történő további reakcióra már nem képes. In vitro és klinikai vizsgálatok alapján a szukralfát terápiás dózisainak antacid hatása nincs, de mivel a szukralfát a gastroduodenalis mucosához tapad, helyi semlegesítő hatása fontos lehet a fekélyterület lokális védelmében.
A szukralfát kb. 6-7-szer nagyobb affinitással kötődik a gyomor nyálkahártyájának fekélyes területeihez, mint az ép gyomornyálkahártyához, bár kisebb mértékű kötődés az ép mucosához is megtörténik. Vizsgálati adatok alapján a bélcsatorna fekélyes területeihez a gyomor nyálkahártyájának fekélyes területeinél jobban kötődik a szukralfát. Szintén nagy affinitással kötődik az egyes gyógyszerek (pl. aszpirin), vegyszerek, vagy az alkohol okozta eróziós területekhez.
A gyomor sósavtartalmával való reakció közben az oktaszulfát só 8 alumíniumionja fokozatosan disszociálódik, s így egy nagy mértékben poláros polianion keletkezik. E magas polaritás és oldhatatlanság felelős valószínűleg a béltraktusból való igen rossz felszívódásért. A negatív töltésű polianion a sérült mucosa fehérjemolekuláinak pozitív töltéseivel kötéseket képez, s oldhatatlan nagymolekulájú komplexeket képez, mely a fekélyterület felületéhez tapadva védőréteget alkot. A védőréteg barrier hatásánál fogva véd a pepszin proteolitikus hatásától, de in vitro vizsgálatok szerint maga a szukralfát is képes megkötni a pepszint. Egy klinikai vizsgálatban egyszeri dózis beadása után 30 perccel a pepszin aktivitásának 32-55%-os csökkenését észlelték. A védőrétegen más ulcerogén anyagok (pl. sósav, epesavak és epesók) sem képesek átjutni. A szukralfát ezen túl megakadályozza a H+-ionok visszadiffundálását is, ezzel téve teljessé a fekélyterület védelmét. Újabban a szukralfát IL-4-elválasztást segítő és kaszpáz-3 inhibitor hatását is megfigyelték. E hatások révén gyulladáscsökkenés és az apoptózis inhibíciója következik be, ami felgyorsítja a sejt- és szövetképződést.

## Fordítás
- Ez a szócikk részben vagy egészben  a   Sucralfate című angol Wikipédia-szócikk fordításán alapul.  Az eredeti cikk szerkesztőit annak laptörténete sorolja fel. Ez a jelzés csupán a megfogalmazás eredetét és a szerzői jogokat jelzi, nem szolgál a cikkben szereplő információk forrásmegjelöléseként.